# Ingrida Musteikienė
Ingrida Musteikienė, née Ardišauskaitė le 15 janvier 1993 à Utena, est une fondeuse lituanienne.

## Biographie
Elle dispute sa première course officielle de la FIS en fin d'année 2007.
La Lituanienne reçoit sa première sélection avec l'équipe nationale pour les Championnats du monde junior de ski de fond à Praz de Lys. Depuis, elle cumule quatre autres participations aux Championnats du monde junior, pour un meilleur résultat de trentième sur le sprint en 2012 à Erzurum.
En 2011, elle se classe notamment 17e sur le cinq kilomètres au Festival olympique de la jeunesse européenne.
Alors qu'elle a couru aux Championnats du monde 2011 à Oslo, elle fait ses débuts dans la Coupe du monde en novembre 2011 à Kuusamo et compte depuis onze départs dans cette compétition, pour un meilleur résultat de 51e en 2013.
Pour son dernier championnat international, elle dispute les Jeux olympiques d'hiver de 2014 à Sotchi, prenant la 61e place au sprint libre et la 64e place au dix kilomètres classique. Elle décide plus tard dans l'année de prendre sa retraite sportive.

## Palmarès

### Jeux olympiques d'hiver
| Épreuve / Édition | Sprint | Sprint                           | 10 km                            | 10 km     | Skiathlon 2 × 7,5 km | 30 km | Relais | Relais   |
| Épreuve / Édition | libre  | classique                        | libre                            | classique | Skiathlon 2 × 7,5 km | 30 km | Sprint | 4 × 5 km |
| JO 2014 Sotchi    | 61e    | Épreuve inexistante à cette date | Épreuve inexistante à cette date | 64e       | -                    | -     | -      | -        |

Légende :
- : pas d'épreuve
- — : non disputée par Ardišauskaitė

### Championnats du monde
| Épreuve / Édition           | Sprint                           | Sprint                           | 10 km                            | 10 km                            | Poursuite / Skiathlon 2 × 7,5 km | 30 km | Relais | Relais   |
| Épreuve / Édition           | libre                            | classique                        | libre                            | classique                        | Poursuite / Skiathlon 2 × 7,5 km | 30 km | Sprint | 4 × 5 km |
| Mondiaux 2011 Oslo          | 64e                              | Épreuve inexistante à cette date | Épreuve inexistante à cette date | 58e                              | -                                | -     | 14e    | -        |
| Mondiaux 2013 Val di Fiemme | Épreuve inexistante à cette date | 73e                              | 72e                              | Épreuve inexistante à cette date | 64e                              | -     | 20e    | -        |

Légende :
- : pas d'épreuve
- — : non disputée par Ardišauskaitė